# Joanna Jakimiuk
Joanna Maja Jakimiuk (n. 24 august 1975, Wrocław, Republica Populară Polonă) este o fostă scrimeră poloneză, campioană mondială în 1995.
S-a apucat de scrimă la vârsta de șapte ani cu tatăl său, care era antrenor de scrimă. Când avea zece ani, a început să se pregătește cu Weronika Medyńska, apoi cu soțul acesteia Adam Medyński. În anul 1995 a cucerit medalia de argint la Campionatul Mondial de Scrimă pentru juniori după ce a fost învinsă de coreeanca Kim Hee-jeong. În același an a devenit campioana mondială de seniori, trecând in finala de maghiara Gyöngyi Szalay. A participat la Jocurile Olimpice de vară din 1996 de la Atlanta, dar a pierdut în tabloul de 32 cu ucraineanca Viktoriia Titova.